# Topología de Zariski

En la topología de Zariski en el plano afín, esta gráfica de un polinomio es cerrada

En geometría algebraica y álgebra conmutativa, la topología de Zariski es una topología que se define principalmente por sus conjuntos cerrados. Es muy diferente de las topologías que se usan comúnmente en análisis real o análisis complejo; en particular, no es un espacio de Hausdorff. Esta topología fue introducida principalmente por Oscar Zariski y luego generalizada para hacer del conjunto de ideales primos de un anillo conmutativo (denominado espectro del anillo) un espacio topológico.
La topología de Zariski permite utilizar herramientas de topología para estudiar variedades algebraicas, incluso cuando el cuerpo subyacente no es un cuerpo topológico. Esta es una de las ideas básicas de la teoría de esquemas, que permite construir variedades algebraicas generales uniendo variedades afines de una manera similar a la teoría de variedades, que se construyen pegando atlas, que son subconjuntos abiertos de espacios afines reales.
Se define la topología de Zariski de una variedad algebraica como la topología cuyos conjuntos cerrados son los subconjuntos algebraicos de la variedad. En el caso de una variedad algebraica sobre los números complejos, la topología de Zariski es, por lo tanto, menos específica que la topología habitual, ya que cada conjunto algebraico está cerrado para la topología habitual.
La generalización de la topología de Zariski al conjunto de ideales primos de un anillo conmutativo se deriva del teorema de los ceros de Hilbert, que establece una correspondencia biyectiva entre los puntos de una variedad afín definida sobre un cuerpo algebraicamente cerrado y los ideales máximos del anillo de sus funciones regulares. Esto sugiere definir la topología de Zariski sobre el conjunto de los ideales máximos de un anillo conmutativo como la topología tal que un conjunto de ideales máximos es cerrado si y solo si es el conjunto de todos los ideales máximos que contienen un ideal dado. Otra idea básica de la teoría de esquemas de Alexander Grothendieck es considerar como puntos no solo los puntos habituales correspondientes a los ideales máximos, sino también todas las variedades algebraicas (irreducibles), que corresponden a ideales primos. Así, la topología de Zariski sobre el conjunto de ideales primos (el espectro) de un anillo conmutativo es la topología tal que un conjunto de ideales primos es cerrado si y solo si es el conjunto de todos los ideales primos que contienen un ideal fijo.

## Topología de Zariski de variedades
En geometría algebraica clásica (es decir, la parte de la geometría algebraica en la que no se utilizan esquemas, que fueron introducidas por Alexander Grothendieck alrededor de 1960), la topología de Zariski se define en variedades algebraicas. La topología de Zariski, definida sobre los puntos de la variedad, es la topología tal que los conjuntos cerrados son los subconjuntos algebraicos de la variedad. Como las variedades algebraicas más elementales son las variedades afines y las variedades proyectivas, resulta útil hacer esta definición más explícita en ambos casos. Se supone que se está trabajando sobre un cuerpo algebraicamente cerrado k fijo (en geometría algebraica clásica, k suele ser el campo de los números complejos).

### Variedades afines
Primero, se define la topología sobre el espacio afín {\displaystyle \mathbb {A} ^{n},} formado por las n-tuplas de elementos de k. La topología se define especificando sus conjuntos cerrados, en lugar de sus conjuntos abiertos, y estos se consideran simplemente todos los conjuntos algebraicos en {\displaystyle \mathbb {A} ^{n}}. Es decir, los conjuntos cerrados son aquellos de la forma
{\displaystyle V(S)=\{x\in \mathbb {A} ^{n}\mid f(x)=0,\forall f\in S\}}
donde S es cualquier conjunto de polinomios en n variables sobre k. Es una verificación sencilla para demostrar que:
- V(S) = V((S)), donde (S) es el ideal generado por los elementos de S
- Para dos ideales cualesquiera de polinomios I, J, se tiene que

- 1. {\displaystyle V(I)\cup V(J)\,=\,V(IJ);}
  2. {\displaystyle V(I)\cap V(J)\,=\,V(I+J).}

De ello se deduce que las uniones finitas y las intersecciones arbitrarias de los conjuntos V(S) también tienen esta forma, de modo que estos conjuntos forman los conjuntos cerrados de una topología (de manera equivalente, sus complementos, denotados D (S) y llamados conjuntos abiertos principales, forman la topología misma). Esta es la topología de Zariski en {\displaystyle \mathbb {A} ^{n}.}
Si X es un conjunto algebraico afín (irreducible o no), entonces la topología de Zariski se define simplemente como el subespacio topológico inducido por su inclusión en algún {\displaystyle \mathbb {A} ^{n}.}. De manera equivalente, se puede comprobar que:
- Los elementos del anillo de coordenadas afines :{\displaystyle A(X)\,=\,k[x_{1},\dots ,x_{n}]/I(X)} actúan como funciones en X al igual que los elementos de {\displaystyle k[x_{1},\dots ,x_{n}]} actúan como funciones en {\displaystyle \mathbb {A} ^{n}}; aquí, I(X) es el ideal de todos los polinomios que se anulan en X.
- Para cualquier conjunto de polinomios S, sea T el conjunto de sus imágenes en A(X). Entonces el subconjunto de X :{\displaystyle V'(T)=\{x\in X\mid f(x)=0,\forall f\in T\}} (estas notaciones no son estándar) es igual a la intersección con X de V(S).

Esto establece que la ecuación anterior, claramente una generalización de la definición de conjuntos cerrados en {\displaystyle \mathbb {A} ^{n}} anterior, define la topología de Zariski en cualquier variedad afín.

### Variedades proyectivas
Debe recordarse que el espacio proyectivo de n dimensiones {\displaystyle \mathbb {P} ^{n}} se define como el conjunto de clases de equivalencia de puntos distintos de cero en {\displaystyle \mathbb {A} ^{n+1}} al identificar dos puntos que difieren en un múltiplo escalar en k. Los elementos del anillo polinomial {\displaystyle k[x_{0},\dots ,x_{n}]} no son funciones en {\displaystyle \mathbb {P} ^{n}} porque cualquier punto tiene muchos representantes que producen diferentes valores en un polinomio. Sin embargo, para un polinomio homogéneo, la condición de tener un valor cero o distinto de cero en cualquier punto proyectivo dado está bien definida, al tratarse de los múltiples factores escalares del polinomio. Por lo tanto, si S es cualquier conjunto de polinomios homogéneos se puede hablar razonablemente de que
{\displaystyle V(S)=\{x\in \mathbb {P} ^{n}\mid f(x)=0,\forall f\in S\}.}
Los mismos hechos pueden establecerse para estos conjuntos, excepto que la palabra ideal debe ser reemplazada por la frase "ideal homogéneo", de modo que V(S), para conjuntos S de polinomios homogéneos, defina una topología en {\displaystyle \mathbb {P} ^{n}.} Como ya se ha visto, los complementos de estos conjuntos se denotan como D(S) o, si es probable que se produzca confusión, D′(S ).
La topología proyectiva de Zariski se define para conjuntos algebraicos proyectivos tal como se define la afín para conjuntos algebraicos afines, tomando la topología del subespacio. De manera similar, se puede demostrar que esta topología está definida intrínsecamente por conjuntos de elementos del anillo de coordenadas proyectivo, mediante la misma fórmula anterior.

### Propiedades
Una propiedad importante de las topologías de Zariski es que tienen una base que consta de elementos simples, concretamente D(f) para polinomios individuales (o para variedades proyectivas, polinomios homogéneos) f. Que estos formen una base se desprende de la fórmula para la intersección de dos conjuntos cerrados de Zariski dada anteriormente (aplicada repetidamente a los ideales principales generados por los generadores de (S)). Los conjuntos abiertos de esta base se denominan conjuntos abiertos distinguidos o básicos. La importancia de esta propiedad resulta en particular de su uso en la definición de un esquema afín.
Según el teorema de la base de Hilbert y algunas propiedades elementales de los anillos noetherianos, cada anillo de coordenadas afín o proyectivo es noetheriano. Como consecuencia, los espacios afines o proyectivos con la topología de Zariski son espacios topológicos noetherianos, lo que implica que cualquier subconjunto cerrado de estos espacios es compacto.
Sin embargo, a excepción de los conjuntos algebraicos finitos, ningún conjunto algebraico es nunca un espacio de Hausdorff. En la antigua literatura topológica, se consideraba que compacto incluía la propiedad de Hausdorff, y esta convención todavía se respeta en geometría algebraica; por lo tanto, la compacidad en el sentido moderno se llama cuasicompacidad en geometría algebraica. Sin embargo, dado que cada punto (a1, ..., an) es el conjunto cero de los polinomios x1 - a1, ..., xn - an, los puntos están cerrados por lo que cada variedad satisface el axioma T1.
Cada aplicación regular de variedades es continua en la topología de Zariski. De hecho, la topología de Zariski es la topología más débil (con la menor cantidad de conjuntos abiertos) en la que esto es cierto y en la que los puntos están cerrados. Esto se verifica fácilmente observando que los conjuntos cerrados de Zariski son simplemente las intersecciones de las imágenes inversas de 0 por las funciones polinomiales, consideradas como aplicaciones regulares en {\displaystyle \mathbb {A} ^{1}}.

## Espectro de un anillo
En la geometría algebraica moderna, una variedad algebraica suele estar representada por su esquema asociado, que es un espacio topológico (equipado con estructuras adicionales) que es localmente homeomorfo respecto del espectro de un anillo. El espectro de un anillo conmutativo A, denotado Spec A, es el conjunto de los ideales primos de A, equipado con la topología de Zariski, para la cual los conjuntos cerrados son los conjuntos
{\displaystyle V(I)=\{P\in \operatorname {Espec} A\mid P\supset I\}}
donde I es un ideal.
Para ver la conexión con la imagen clásica, obsérvese que para cualquier conjunto S de polinomios (sobre un campo algebraicamente cerrado), se deduce del teorema de los ceros de Hilbert que los puntos de V(S) (en el antiguo sentido) son exactamente las tuplas (a1, ..., an) tales que el ideal generado por los polinomios x1 − a1, . .., xn − an contiene S; además, estos son ideales máximos y según el teorema del punto cero ("Nullstellensatz") débil, un ideal de cualquier anillo de coordenadas afín es máximo si y solo si es de esta forma. Por lo tanto, V (S) es lo mismo que los ideales máximos que contienen S. La innovación de Grothendieck al definir el espectro (Spec) fue reemplazar los ideales máximos con todos los ideales primos. En esta formulación es natural generalizar simplemente esta observación a la definición de un conjunto cerrado en el espectro de un anillo.
Otra forma, quizás más similar a la original, de interpretar la definición moderna es darse cuenta de que los elementos de A en realidad pueden considerarse funciones de los ideales primos de A; es decir, como funciones en el espectro de A. Simplemente, cualquier ideal primo P tiene un cuerpo residuo correspondiente, que es el cuerpo de fracciones del cociente A/P, y cualquier elemento de A tiene un reflejo en este cuerpo residual . Además, los elementos que realmente están en P son precisamente aquellos cuyo reflejo desaparece en P. Entonces, si se piensa en la aplicación, asociada a cualquier elemento a de A:
{\displaystyle e_{a}\colon {\bigl (}P\in \operatorname {Espec} A{\bigr )}\mapsto \left({\frac {a\;{\bmod {P}}}{1}}\in \operatorname {Frac} (A/P)\right)}
("evaluación de a"), que asigna a cada punto su reflejo en el campo residual, como una función del espectro de A (cuyos valores, ciertamente, se encuentran en diferentes cuerpos en diferentes puntos), entonces se tiene que
{\displaystyle e_{a}(P)=0\Leftrightarrow P\in V(a)}
De manera más general, V(I) para cualquier I ideal es el conjunto común en el que todas las funciones en I se anulan, lo que es formalmente similar a la definición clásica. De hecho, concuerdan en el sentido de que cuando A es el anillo de polinomios sobre algún cuerpo algebraicamente cerrado k, los ideales máximos de A se identifican (como se analizó en el párrafo anterior) con n-tuplas de elementos de k, sus cuerpos residuales son simplemente k, y las aplicaciones de evaluación son una evaluación real de polinomios en las correspondientes n-tuplas. Dado que, como se mostró anteriormente, la definición clásica es esencialmente la definición moderna con solo ideales máximos considerados, esto muestra que la interpretación de la definición moderna como conjuntos de funciones con cero concuerda con la definición clásica donde ambas tienen sentido.
Así como el espectro reemplaza a las variedades afines, la construcción proy reemplaza las variedades proyectivas en la geometría algebraica moderna. Al igual que en el caso clásico, para pasar de la definición afín a la proyectiva solo se necesita reemplazar ideal por ideal homogéneo, aunque existe una complicación que involucra el ideal máximo irrelevante, que se analiza en el artículo citado.

### Ejemplos

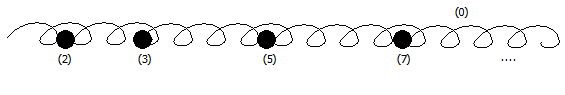
El espectro de ℤ

- Espec de k, el espectro del cuerpo k es el espacio topológico con un elemento.
- Espec de ℤ, el espectro de los números enteros tiene un punto cerrado para cada número primo p correspondiente al ideal máximo (p) ⊂ ℤ, y un punto genérico no cerrado (es decir, cuyo cierre es todo el espacio ) correspondiente al ideal cero (0). Entonces, los subconjuntos cerrados de Espec de ℤ son precisamente el espacio completo y las uniones finitas de puntos cerrados.
- Espec de k[t], el espectro del anillo de polinomios sobre un cuerpo k: se sabe que dicho anillo polinómico es un dominio de ideales principales y los polinomios irreducibles son los elementos primos de k[t]. Si k es algebraicamente cerrado, como por ejemplo el cuerpo de los números complejos, un polinomio no constante es irreducible si y solo si es lineal, de la forma t − a, para algún elemento a de k. Entonces, el espectro consta de un punto cerrado para cada elemento a de k y un punto genérico, correspondiente al ideal cero, y el conjunto de los puntos cerrados es homeomorfo con el espacio afín k equipado con su topología de Zariski. Debido a este homeomorfismo, algunos autores llaman recta afín al espectro de k[t]. Si k no es algebraicamente cerrado, por ejemplo el campo de los números reales, el panorama se vuelve más complicado debido a la existencia de polinomios irreducibles no lineales. En este caso, el espectro consta de un punto cerrado para cada polinomio irreducible mónico y de un punto genérico correspondiente al ideal cero. Por ejemplo, el espectro de ℝ[t] consta de los puntos cerrados (x − a), para a en ℝ, los puntos cerrados (x2 + px + q) donde p, q están en ℝ y con discriminante p2 − 4q < 0, y finalmente un punto genérico (0). Para cualquier campo, los subconjuntos cerrados de Espec de k[t] son uniones finitas de puntos cerrados, y todo el espacio. Esto resulta del hecho de que k[t] es un dominio ideal principal y, en un dominio ideal principal, los ideales primos que contienen un ideal son los factores primos de la factorización de un generador del ideal.

### Otras propiedades
El cambio más drástico en la topología de la imagen clásica a la nueva es que los puntos ya no están necesariamente cerrados. Al ampliar la definición, Grothendieck introdujo los puntos genéricos, que son los puntos con cierre máximo, es decir, los ideales primos mínimos. Los puntos cerrados corresponden a los ideales máximos de A. Sin embargo, el espectro y el espectro proyectivo siguen siendo espacios T0: dados dos puntos P, Q, que son ideales primos de A, al menos uno de ellos, por ejemplo P, no contiene al otro. Entonces D(Q) contiene a P pero, por supuesto, no a Q.
Al igual que en la geometría algebraica clásica, cualquier espectro o espectro proyectivo es (cuasi) compacto, y si el anillo en cuestión es noetheriano, entonces el espacio es un espacio noetheriano. Sin embargo, estos hechos son contrarios a la intuición: normalmente no se espera que los conjuntos abiertos, distintos de componentes conexos, sean compactos, y para variedades afines (por ejemplo, el espacio euclídeo) ni siquiera se espera que el espacio mismo sea compacto. Este es un ejemplo de la inadecuación geométrica de la topología de Zariski. Grothendieck resolvió este problema definiendo la noción de propiedad de un esquema (en realidad, de un morfismo de esquemas), que recupera la idea intuitiva de compacidad: el operador Proy es propio, pero el operador Espec no lo es.